# Лебединский, Григорий Исаевич
Григо́рий Иса́евич Лебеди́нский (7 ноября 1906, Шпола — 12 мая 1997, Одесса, Украина) — советский архитектор, инженер-подполковник запаса.

## Биография
Григорий Исаевич родился 7 ноября 1906 года в городе Шпола в семье Исая Юдковича Лебединского (1871—1941) и Ревеки Григорьевны Лебединской (1877—1941).
Родители вместе с братом Львом Исаевичем Лебединским погибли от рук немецко-фашистских захватчиков.
С 31 июля 1938 года по 31 августа 1941 года работал главным архитектором «Гипрограда» в Харькове.
Участник Великой Отечественной войны.
С 1941 по 1943 год служил на Юго-Западном фронте.
С 1943 по 1945 служил на 1-м Украинском фронте.
С 1945 года по 1950 год, занимался проектированием советских объектов на территории Германии.
С 1956 года проектировал и строил жилые и общественные сооружения в «Сары-Шагане» (город Приозёрск)
С 1963 года работал в «Гипрограде» (Одесса).

## Семья
Жена — Берта Давыдовна Шмозберг.
Сын — Михаил Лебединский, 1949 года рожд..

## Проекты

### Реализованные
- Дом Культуры Моряков, Мариуполь, проект 1936 год (1940)
- Жилой дом на 40 квартир, Харьков (1937)
- Дома культуры, Кадиевка (реконструкция; 1937)
- Жилой дом на 50 квартир, Харьков (1937)
- Дом советов, Ворошиловград (конкурсная работа, первая премия; 1939)
- Мост через Вислу (1944)[5]
- Восстановление мостов в Вене, Австрия (1945)
- Реконструкция клубного здания (Карлхорст, Германия; 1946)
- Принимал участие в строительстве мемориала в Трептов-парке, Берлин, Германия (1947)
- Принимал участие в строительстве посольства СССР в Германии, Берлин (1949—1950)[6] Работал под руководством Главного архитектора МИД СССР А. Я. Стрижевского[7]. Скульптуру советского посольства создал художник В. Н. Масютин[8].
- Ракетный полигон «Сары-Шаган», Приозёрск (1956—1961)
- Дом культуры Одесского политехнического института, реконструкция 1-го корпуса, благоустройство территории (1965—1968)
- Детальная планировка жилмассива Таирова, Одесса (1966—1967)
- Детальная застройки поселка Котовского, Одесса (1969)

### Не реализованные
- Дворец советов, Москва (конкурсная работа, поощрительная премия; 1931—1932)
- Правительственный центр, Киев (конкурсная работа, вторая премия; 1934)
- Здание райкома Компартии Украины, Мариуполь (1935)
- Кинотеатр на 400 мест (конкурсная работа, третья премия; 1940)
- Сборно-разборная казарма на 240 человек (1953)
- Пантеон, Москва (конкурсный проект; 1954)
- Кинотеатр на 800 посадочных мест (1956)
- Генеральный план реконструкции Арциз Одесской области (1966)
- Реконструкции центра Одессы (конкурсная работа, третье место; 1968)
- Детальная планировки жилого района «Молдаванка-II», Одесса (1969)
- Реконструция района Ближние Мельницы, Одесса (1969)
- Детальная застройка Ильичевска (1970)
- Серия частных коттеджей (1993—1995)
- Проект бизнес-центра, Одесса (1995; конкурсная работа, второе место)

## Награды
- Орден Отечественной войны II степени
- Медаль «За оборону Сталинграда»
- Медаль «За отвагу»
- Медаль «За боевые заслуги»
- Медаль «За победу над Германией»
- Медаль «30 лет Советской Армии и Флота»
- Медаль «За безупречную службу»

## Галерея
- Портрет неизвестного фотографа
- Дом Культуры Моряков. Мариуполь. Архитектор Г. И. Лебединский (1940)
- Мемориал в Трептов-парке, Берлин. Скульптор Е. В. Вучетич, архитектор Я. Б. Белопольский, при участии в строительстве Г. И. Лебединского
- Интерьеры Посольства СССР в Германии, Берлин. Архитектор А. Я. Стрижевский, при участии в строительстве Г. И. Лебединского
- Дом офицеров. Приозёрск. Архитектор — инженер-майор Г. И. Лебединский (1956—1961)